# Kristalni planet
Kristalni planet nadolazeći je animirani film hrvatsko-češke produkcije redatelja Arsen Anton Ostojića koji se temelji na ideji hrvatskoga oskarovca Dušana Vukotića.
Projekcije filma započeti će u proljeće 2026. godine.

## Radnja
U budućnosti na udaljeni novonaseljeni planet stižu djevojčica Rea i njezin otac koji je dobio posao u postrojenju za proizvodnju robotskih životinja. Dok njezin otac otkriva da postrojenje i Guverner zagađuju podzemlje u kojem žive izvanzemaljska bića, Rea se sprijatelji s dječakom zvanim Andi. Jednog od izvazemaljskih stanovnika napadne čudovište mutant, a mladunac Burgi stjecajem okolnosti završi na površini planeta. Rea i Andi pronalaze Burgija te ga moraju spasiti kako ga ljudi ne bi otkrili.

## Glasovna postava
- Guverner Mordokan – Jeremy Irons
- Matrijarh – Vanessa Redgrave
- Patrijarh – Michael York

## Vanjske poveznice
- Službena stranica – Kristalni planet
- Kristalni planet u internetskoj bazi filmova IMDb-a